# ニル・バイ・マウス
『ニル・バイ・マウス』（Nil by Mouth）は、1997年のイギリスのドラマ映画である。ゲイリー・オールドマンの監督デビュー作である。

## キャスト
※括弧内は日本語吹替
- レイモンド - レイ・ウィンストン（金尾哲夫）
- ヴァレリー - キャシー・バーク（沢海陽子）
- ビリー - チャーリー・クリード＝マイルズ（英語版）（平田広明）
- ジャネット - ライラ・モース（英語版）（火野カチ子）
- キャス - エドナ・ドール（英語版）（久保田民絵）
- ポーラ - クリッシー・コッテリル
- アンガス - ジョン・モリソン（仲野裕）
- マーク - ジェイミー・フォアマン（牛山茂）
- ダニー - スティーヴ・スウィーニー（田原アルノ）

## 主な受賞・ノミネート
| 賞・映画祭       | 部門             | 対象者                 | 結果       |
| ---------------- | ---------------- | ---------------------- | ---------- |
| カンヌ国際映画祭 | 女優賞           | キャシー・バーク       | 受賞       |
| カンヌ国際映画祭 | パルム・ドール   | ゲイリー・オールドマン | ノミネート |
| ヨーロッパ映画賞 | 撮影賞           | ロン・フォーチュネイト | ノミネート |
| 英国アカデミー賞 | 英国作品賞       | 『ニル・バイ・マウス』 | 受賞       |
| 英国アカデミー賞 | オリジナル脚本賞 | ゲイリー・オールドマン | 受賞       |
| 英国アカデミー賞 | 主演男優賞       | レイ・ウィンストン     | ノミネート |
| 英国アカデミー賞 | 主演女優賞       | キャシー・バーク       | ノミネート |